# Serra de Sant Miquel (les Avellanes i Santa Linya)
La Serra de Sant Miquel és una serra situada al municipi de les Avellanes i Santa Linya a la comarca de la Noguera, amb una elevació màxima de 962 metres.